# Mondorf-les-Bains
Mondorf-les-Bains (Luxemburgs: Munneref, Duits: Bad Mondorf) is een gemeente in het Luxemburgse Kanton Remich. Mondorf-les-Bains ligt tegen de Franse grens; aan de andere kant van de grens ligt Mondorff. De gemeente heeft een totale oppervlakte van 13,66 km² en telde 4081 inwoners op 1 januari 2007.
De Luxemburgse benaming is Munneref en de Duitse benaming is Bad Mondorf. De plaats wordt ook wel kortweg Mondorf genoemd.

## Attracties en bekendheid
Mondorf-les-Bains staat bekend als kuuroord. In de jaren 1840 zijn op grote diepte minerale bronnen ontdekt. Dit leidde in 1847 tot de stichting van de Société des Bains de Mondorf en het kuuroord, dat nadien vooral rijke Franse toeristen trok. Na de Frans-Duitse oorlog leidde het wegblijven van Franse toeristen ertoe dat de staat moest ingrijpen om het casino te behouden. Tijdens de Tweede Wereldoorlog werd Mondorf-les-Bains een vakantieoord voor hooggeplaatste nazi´s. Na de oorlog huisvestte het Palace Hotel onder de naam Ashcan nogmaals hooggeplaatste nazi´s, maar nu als luxegevangenis in afwachting van hun berechting in Neurenberg. In 1988 is dit hotel afgebroken om plaats te maken voor een groot wellnesscomplex: Domaine Thermal.

### Casino
In Mondorf-les-Bains staat Casino 2000, het enige casino van het Groothertogdom Luxemburg dat gecombineerd is met een groot zaken- en conferentiezalencomplex. Het casino is, samen met het kuuroordcomplex en de diverse luxehotels, een van de economische pijlers van het stadje.

### Rozentuin

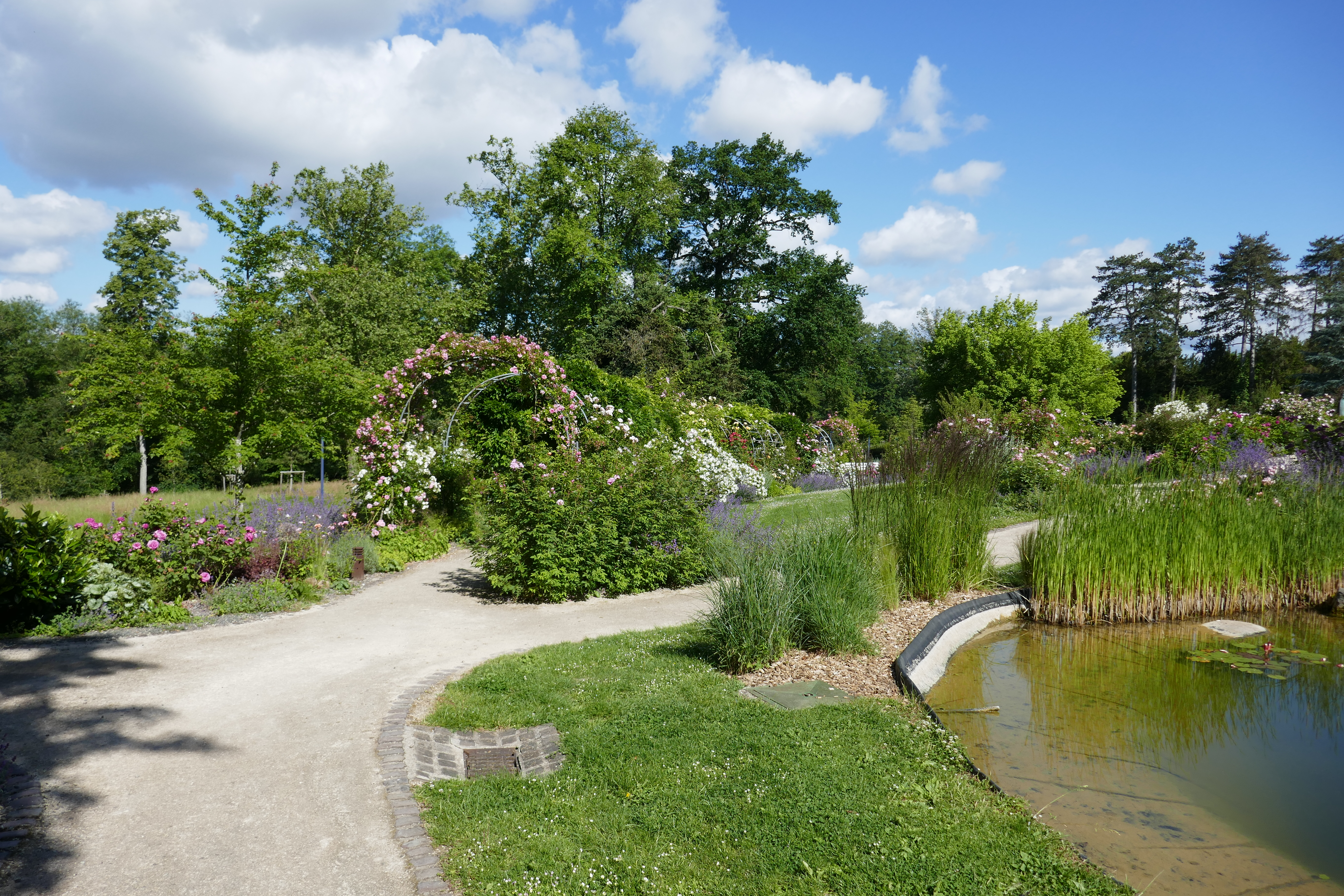
De Rozentuin binnen het kuurcomplex

Binnen het kuuroordcomplex ligt een rozentuin met meer dan 250 zorgvuldig geselecteerde rozenvariëteiten, waaronder enkele steeds zeldzamere Luxemburgse variëteiten. De rozentuin werd in 2005 volledig gerenoveerd en beslaat meer dan 15.000 vierkante meter. Er groeien meer dan 3.000 rozenstruiken, waaronder een aantal Engelse rozen uit de collectie van David Austin. De amberkleurige floribundaroos 'Mondorf-les-Bains' uit 2005 van de Belgische rozenveredelaar Ann Velle Boudolf is vernoemd naar het kuuroord.

## Sport
Er werden regelmatig grote kampioenschappen in het carambolebiljarten gespeeld in Mondorf-les-Bains, onder andere het Europees kampioenschap bandstoten in 1987 en 1991 en het Europees kampioenschap driebanden in 1986 en 1997. Het plaatsje staat ook bekend als de woonplaats van de profwielrenners Fränk en Andy Schleck. Het was tevens in de Ronde van Frankrijk 2017 de startplaats van de vierde etappe.

## Kernen
- Altwies
- Bad Mondorf
- Ellange

## Ontwikkeling van het inwoneraantal
| Jaar                              | 2001 | 2002 | 2003 | 2004 | 2005 |
| --------------------------------- | ---- | ---- | ---- | ---- | ---- |
| Inwoneraantal                     | 3638 | 3690 | 3747 | 3839 | 3923 |
| Opmerking: tellingen op 1 januari |      |      |      |      |      |

## Geboren
- Pierre Linster (1863-1906), glazenier
- Auguste Liesch (1874-1949), jurist, politicus en auteur

## Overleden
- Op 16 september 1938 liet de Vlaamse priester en Chiro-oprichter Jozef Cleymans alhier het leven na een verkeersongeval.